# Sebastián de Rocafull

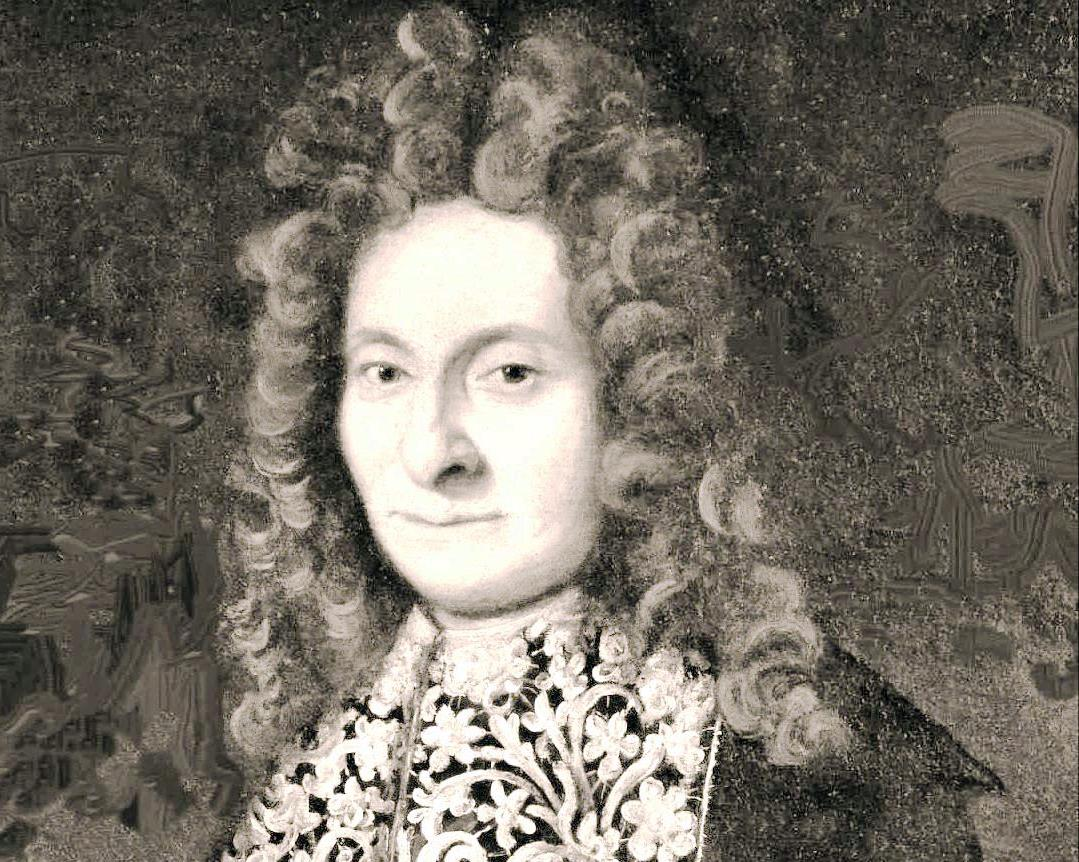
Sebastián de Rocafull, retrato en el Museo de Bellas Artes de Amberes (Bélgica)

Sebastián de Rocafull y Español (también escrito Rocaful y, en textos franceses "de Roquefeuil"), (Báguena, c. 1618 – Bruselas, 5 de marzo de 1656). Matemático, pionero en el campo de las probabilidades, e ingeniero militar español, experto en fortificaciones.
Miembro de la más antigua nobleza aragonesa, pariente de los condes de Albatera y del Virrey Melchor de Navarra, duque consorte de la Palata, nada preciso se sabe de su infancia salvo lo que cuenta Latassa al respecto: que nació en Báguena, en la casona-palacio de su familia materna; que fue alumno de los jesuitas en Calatayud y Madrid, estudiando más tarde la ciencia de la fortificación con Julio César Firrufino en la "Escuela de Palas" formada por el marqués de Leganés. Llegó a recibir la primera tonsura pero no profesó, adoptando la vida militar.
Años después de su muerte, el incendio por parte de las tropas borbónicas de su casa natal en Báguena, durante la Guerra de Sucesión, redujo a cenizas la mayor parte de su obra matemática, de la que sólo subsisten escuetas referencias en autores coetáneos o algo posteriores como el citado Latassa, que lo incluyó en el suplemento de su Biblioteca nueva de autores aragoneses a pesar de que hoy día no subsiste ningún ejemplar de sus trabajos, ni siquiera como manuscrito.
Se sabe a ciencia cierta que pasó dos décadas en los Países Bajos españoles entre 1634 y 1656, donde se distinguió en labores de fortificación, superando los sistemas de Cristóbal de Rojas y Bernardino de Escalante, influyendo en los tratados posteriores de Vauban, quien cita a Rocafull como "Roquefoule" en su Traité de l'attaque et de la deffence des places. En Flandes conoció a Juan Caramuel –pionero del cálculo de probabilidades-  y allí compuso Rocafull su Ars conmutationes (1649) hoy perdido, que se menciona en la correspondencia de Pascal y Fermat. Algunas cartas tardías del propio Caramuel dirigidas a otros matemáticos, alaban los trabajos del ya malogrado Rocafull.
Se conoce algo mejor su trayectoria militar. Desde 1633 la carrera de Rocafull queda vinculada a la del marqués de Leganés, al que acompañaba cuando Leganés condujo las tropas españolas durante la batalla de Nördlingen (1634) última gran victoria española en los teatros europeos.
Durante más de veinte años, Rocafull mantendrá una inagotable actividad en la fortificación de las plazas españolas en Flandes. Su estrategia consistía en hacer tan costosa la conquista de una plaza que el beneficio de tomarla fuera muy inferior al coste de su conquista y Latassa le atribuye la cita: “Sean los muros de las fortalezas los dientes que devoren los caudales de los ejércitos, que agoten y acaben con los sitiadores”. Por ello Maroto y Esteban consideran a Rocafull como un teórico de la disuasión.
Murió en Bruselas, el 5 de marzo de 1656. Su estrategia como constructor de fortalezas fue rápidamente abandonada y olvidada, ya que a pesar de las fortificaciones de Rocafull, las ciudades de Tournai y Douai fueron tomadas tras breves sitios por parte de Turenne. Y es que, según Carrasco y Sáyz, las rápidas victorias francesas durante la Guerra de Devolución pusieron de manifiesto las limitaciones de los planteamientos estáticos -las fortificaciones- ante la creciente movilidad y potencia de fuego de la artillería moderna.